# Szató Kótoku
Szató Kótoku (佐藤幸徳; Hepburn: Kōtoku Satō; 1893. március 5. – 1959. február 26.) a Japán Császári Hadsereg katonája, tábornoka. 1913-ban végzett a Katonai Akadémián. Szató részt vett a burmai hadjáratban, a Kohima elleni hadműveleteket irányította, mint a 31. japán gyalogos hadosztály parancsnoka. Ellenezte az 1944-es India elleni japán támadást, elsősorban az utánpótlási nehézségek és a csapatok gyenge felszereltsége miatt. A kilátástalan küzdelem miatt 1944. május 31-én visszavonta a 31. hadosztályt Kohima alól, ezt a hadvezetés hozzájárulása nélkül tette meg, ami elképzelhetetlen volt a japán hadseregben. A Kohima elleni ostrom után visszautasította, hogy harakirit kövessen el, mivel nem tartotta magát felelősnek a vereségben. Követelte, hogy vonják felelősségre Mutagucsit az 1944-es kudarc után, ezt azonban visszautasították. A hadvezetés utasítására orvosokkal vizsgáltatták meg, akik megállapították, hogy Szató elmebetegségben szenved, ezért nem képes vállalni a mártíromságot (az orvosi vizsgálatot Kawabe, a Burma Terület Hadseregcsoport vezetője indítványozta, aki el akarta kerülni a botrányt a mártíromság megtagadása miatt). 1944. november 23-án kényszerítették, hogy leszereljen és otthagyja a hadsereget.